# Chavez-Insel
Die Chavez-Insel (französisch Île Chavez) ist eine 5 km lange und bis zu 550 m hohe Insel vor der Graham-Küste des Grahamlands auf der Antarktischen Halbinsel. Sie liegt unmittelbar westlich der Halbinsel zwischen der Leroux-Bucht und der Bigo Bay.
Teilnehmer der Fünften Französischen Antarktisexpedition (1908–1910) unter der Leitung des Polarforschers Jean-Baptiste Charcot entdeckten sie. Charcot benannte die Insel nach dem portugiesischen Meteorologen Francisco Alfonso Chaves [sic!] (1857–1927), welcher der Forschungsreise auf den Azoren behilflich war.